# Вальдман, Ювал
Ювал (Юваль, Ювэл) Вальдман (англ. Yuval Waldman; 21 декабря 1946, Львов — 1 февраля 2021) — израильско-американский скрипач и дирижёр, педагог, профессор Нью-Йоркского университета, член жюри международных музыкальных конкурсов.

## Биография
Владимир Вальдман родился во Львове в 1949 году. К 1956 г., когда Владимир закончил три класса музыкальной школы и его игру слышал сам Давид Ойстрах и даже приглашал в Москву — родители Вальдмана решили эмигрировать. Бывшим польским гражданам, находившимся на территории СССР, дали два года на то, чтобы вернуться в Польшу. И Вальдманы эмигрировали: сначала — в Польшу, а затем в Израиль, где молодой скрипач окончил академию. Уже в Израиле он сменил имя на «Ювал»: это имя он «получил» от премьер-министра Израиля Моше Шарета, сказавшего музыканту: «Теперь ты живешь здесь, я хочу тебе помочь, но тебе нельзя иметь русское имя. Ты скрипач, так возьми себе музыкальное имя». Как известно, Ювал — это первый музыкант в Библии.
Во время Шестидневной войны 1967 года играл для солдат Израиля. В 1973 году служил в израильской армии в качестве офицера военной разведки. Находился в подразделении, которое в начавшейся войне первым перешло Суэцкий канал. Позже Юваль дал для солдат концерт на броне египетского танка Т-62 советского производства.
Дебютировал в США в международной серии концертов для молодых исполнителей «Jeunesse Musicales», в Карнеги Холл (Нью-Йорк). Затем выступал солистом ведущих оркестров с сольными программами в концертных залах, на радио и телевидении в США, Канаде, Европе и Израиле, получив известность как разносторонний исполнитель, в репертуаре которого — более 60-ти концертных программ. Заслужив признание за своё исполнение стандартного репертуара для скрипки, он также стал широко известен как скрипач и дирижёр, отличающийся вдумчивым и изящным исполнением музыки в стиле барокко.
Вальдман выступил основателем и музыкальным директором Фестиваля Баха на Мадейре в Португалии, Музыкального фестиваля имени Джефферсона в Вашингтоне, Беркширского музыкального фестиваля «Opus» в штате Массачусетс, а также Бенедиктинского фестиваля нового тысячелетия в Риме. Руководил Фестивалем имени Моцарта, организованным Всемирным Банком в Вашингтоне, Новым Камерным Оркестром Америки в Вашингтоне, а также был главным дирижёром Симфонического оркестра г. Массапекуа в штате Нью-Йорк и первой скрипкой в квартете «Кинор».
В октябре 2003 года Ювал Вальдман принял участие в качестве эксперта в работе семинара «Менеджмент фестивалей», состоявшемся в октябре 2003 года в г. Чебоксары, в рамках программы «Культурная столица Поволжья».
Через год Ю. Вальдман также провёл ряд мастер-классов и творческих встреч в Димитровграде (Ульяновская область), Ульяновске, Нижнем Новгороде, Кирове, Ижевске, совместные концерты с ансамблем скрипачей ДШИ N2 г. Димитровграда и симфоническим оркестром Удмуртской Республики.